# Ezio

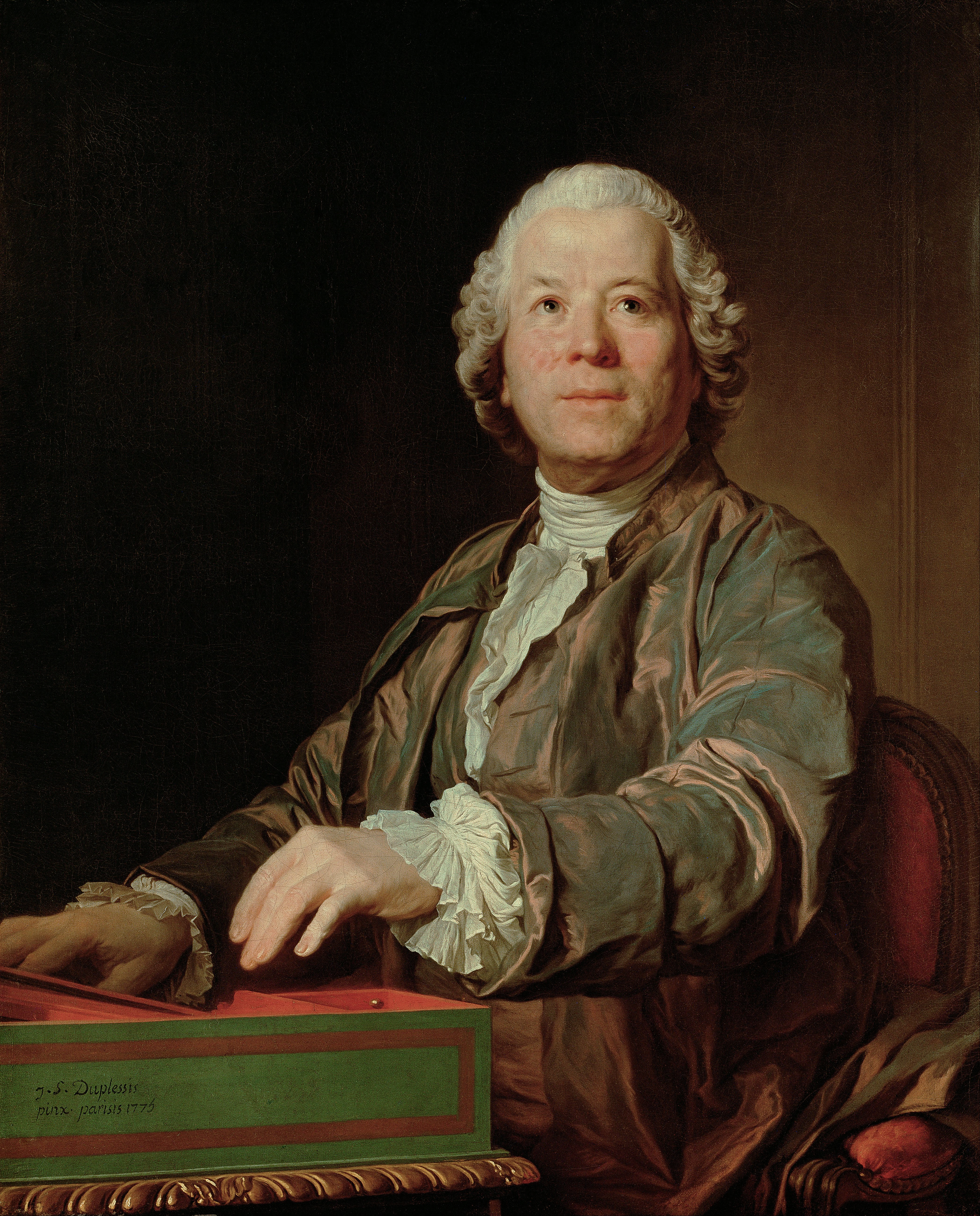
Christoph Willibald Gluck.

Ezio är en opera (dramma per musica) i tre akter med musik av Christoph Willibald Gluck och libretto av Pietro Metastasio.

## Historia
Operan var ett beställningsverk för den nya teatern i Prag och skriven till samma text som Händel hade tonsatt 1732. Gluck bearbetade emellertid själv Metastastios libretto. Ezio hade premiär under karnevalstiden i Prag 1750. Gluck reviderade Ezio och i december 1763 hade den nya versionen premiär i Wien.

## Personer
- Ezio, general som älskar Fulvia (altkastrat)
- Valentiniano, kejsare som också älskar Fulvia (sopranastrat)
- Massimo, romersk medborgare som konspirerar mot Valentiniano (tenor)
- Fulvia, Massimos dotter som älskar Ezio (sopran),
- Onoria, syster till Valentiniano, som också älskar Ezio
- Varo, prefekt och Ezios förtrogne